# 1211
Cette page concerne l'année 1211  du calendrier julien.
L'année 1211 est une année commune qui commence un samedi.

## Événements

### Asie
- Printemps[1] : début d'une campagne de Gengis Khan contre l’empire Jin des Djürchet jusqu’au fleuve Jaune, en Chine (25 000 hommes). Devant les places fortes chinoises, les Mongols doivent faire l’apprentissage de la guerre de siège. Les Ongüt, qui gardent les frontières des Jin, se rallient à Gengis Khan, lui permettant d’entrer en Chine du Nord[2].
- Octobre : première inscription du règne d'Îltutmish en Inde[3]. Esclave turc (ghulam), lieutenant et beau-fils de Qûtb ud-Dîn Aibak, il lui succède à la tête du sultanat de Delhi après avoir évincé Âram Shâh, le fils de Qûtb. Il fonde la dynastie ilbarîde, du nom de la tribu des Ilbarî (fin en 1290).

- Les Karlouks habitant la vallée de l’Ili, conduits par Arslan khan, se révoltent contre le Kara Khitaï et se rallient à l’empire de Gengis Khan[4].
- Kütchlüg fait prisonnier le Gur Khan Tche-lou-kou et prend de facto le contrôle de l'empire Kara Khitaï[5].

### Proche-Orient
- Juin[6] : Théodore Ier Lascaris consolide l'empire de Nicée en battant le sultan seldjoukide de Rum Kay Khusraw Ier près d'Antioche du Méandre.
- Juillet : Jean de Brienne, roi de Jérusalem, renouvèle la trêve avec le sultan pour cinq ans[7]. Il ne cesse cependant d’envoyer des messagers au pape afin qu’une offensive puisse être lancée dès l’été 1217.

### Europe
- 6 février : Raymond VI est excommunié au concile d'Arles. Ses terres deviennent exposées et n'importe quel seigneur catholique peut s'en emparer[8].
- 3 avril : consécration de la cathédrale de Saint-Jacques-de-Compostelle[9].

- 17 avril : l'excommunication du comte de Toulouse est confirmée  par Innocent III[10].

- Avril : victoire du comte de Foix sur les croisés à la Bataille de Montgey.

- 3 mai : siège, prise et bûcher de Lavaur.
- 6 mai : l'archevêque de Reims Albéric de Humbert pose la première pierre de la nouvelle cathédrale de Reims (l'édifice actuel), lançant le chantier de construction - confié à Jean d'Orbais -  du nouvel édifice destiné à remplacer la cathédrale carolingienne détruite par un incendie l'année précédente[11].

- Mai : bûcher des Cassès[12].

- 5 juin : donation de Trencavel à Montfort[13].
- 29 juin : échec du premier siège de Toulouse[14].
- Juillet : échec des croisés devant Foix[15].
- 15 septembre[16] : Frédéric II est élu roi des Romains à la Diète d'Empire de Nuremberg[17].
- 14 septembre: fondation de l'ordre de la Sainte-Croix (pères croisiers) à Huy, (Belgique).
- 26 septembre : Simon IV de Montfort est assiégé dans Castelnaudary, par les comtes de Toulouse et de Foix[18]. Après cette bataille, la guerre albigeoise passe dans sa phase politique. C'est vraiment la lutte du nord contre le midi.
- Novembre : devant les troubles  provoqués par son excommunication, Otton IV quitte les Pouilles pour l'Allemagne[19].
- Cette année-là, il y a eu un tremblement de terre dans les Alpes (information lue sur un panneau à l'église de Veynes, département des Hautes Alpes) en juillet 2015

- L’ordre Teutonique fonde Kronstadt en Transylvanie pour défendre les chrétiens sur les frontières de l’Europe centrale[20].
- L’évêque Albert de Rīga crée un évêché à Leal (Lihula), en Estonie[21], confirmé par le pape le 31 octobre 1213[22]. Les Estes, appuyés par les princes russes de Pskov et de Novgorod résistent à la pression germanique.
- Convois annuels entre Venise et ses possessions maritime (Stato da Màr).
- La construction de l'enceinte de Paris, commencée en 1190, est achevée[23].

- Concile de Tarnovo contre les bogomiles[24].
- Début de la construction de la Merveille de l'abbaye du Mont-Saint-Michel (fin en 1228)[25].